# Каносса
Каносса (італ. Canossa) — муніципалітет в Італії, у регіоні Емілія-Романья, провінція Реджо-Емілія.
Каносса розташована на відстані близько 340 км на північний захід від Рима, 75 км на захід від Болоньї, 20 км на південний захід від Реджо-нелль'Емілії.
Населення — 3854 особи (2014).

## Демографія
Населення за роками:

Станом на 1 січня 2023 року в муніципалітеті офіційно проживали 344 іноземці з 37 країн, серед них 64 громадяни країн Євросоюзу та 35 громадян України.

## Історія
Каносса ввійшла у європейську історію та в більшість європейських мов завдяки однойменному замку, який в XI столітті належав Матильді Тосканській, вірній сподвижниці Папи Римського Григорія VII. З цим замком пов'язаний відомий епізод з часів боротьби за інвеституру між Григорієм VII і цісарем Священної Римської імперії Генріхом IV.
24 січня 1076 Генріх IV скликав у Вормсі собор князів і єпископів, який оголосив про детронізацію Григорія VII. У відповідь 22 лютого Папа Римський відлучив Генріха від Церкви. Результатом цього протистояння врешті-решт стало те, що загнаний у кут Генріх пішки йшов до Каносси, де перебував Григорій VII, і потім три дні стояв на снігу під замком, благаючи Папу зняти покарання.
Відтак вислів Ходіння до Каносси стало синонімом самоприниження, упокорення, покути.

## Сусідні муніципалітети
- Казіна
- Кастельново-не'-Монті
- Нев'яно-дельї-Ардуїні
- Сан-Поло-д'Енца
- Траверсетоло
- Ветто
- Веццано-суль-Кростоло